# Stevo Pendarovski
Stevo Pendarovski (makedonsk: Стево Пендаровски; født 3. april 1963) er en makedonsk politiker, der var Nordmakedoniens præsident fra 2019 til 2014.

## Tidlige liv
Stevo Pendarovski blev født den 3. april 1963 i Skopje. Hans familie stammer fra Galičnik.